# Yann Le Gac
Pour les articles homonymes, voir Le Gac.
Yann Le Gac est un danseur, acteur et producteur de télévision français né en 1954 dans le Morbihan. Il est principalement connu du grand public pour incarner depuis 1991 (sauf 2002) le père Fouras de Fort Boyard. Il a aussi créé les épreuves de Koh-Lanta. Enfin, il est Le Capitaine et la voix de Zygomodo dans Mission Pirattak.

## Biographie
Après avoir travaillé depuis l'âge de 14 ans comme jongleur au cirque Bouglione, il entreprend des études de danse  bretonne qui le conduisent à l'école Mudra de Bruxelles en 1973, puis il intègre le Ballet du XXe siècle (fondé et dirigé par Maurice Béjart) en 1975, malgré la réticence de ses parents ouvriers. Il sera notamment le partenaire de Rita Poelvoorde dans Notre Faust (1975) et Messe pour le temps futur (1983).
Au cours de l'une de ses représentations au théâtre du Châtelet en 1984, il est repéré par Dominique Besnehard, directeur de casting qui l'encourage à devenir comédien. Après douze années passées dans la compagnie de Maurice Béjart, il quitte la danse pour s'inscrire dans un cours d’art dramatique. Il a des petits rôles au théâtre et à la télévision, où il devient producteur d'émissions et créateur de jeux chez Adventure Line Productions en tant que responsable du département jeu. À ce titre, il est le concepteur de jeux de l'émission télévisée de TF1 Koh-Lanta, décrivant qu'il a imaginé l'épreuve finale des poteaux après avoir observé des flamants roses,.

## Père Fouras
En 1991, il succède à Michel Scourneau pour le rôle du Père Fouras dans Fort Boyard et devient alors l'un des piliers de l'émission (accédant alors au poste de producteur et de concepteur de jeux). Ce rôle consiste alors, du haut de la vigie du fort, à demander aux candidats de résoudre des énigmes. Pour se transformer en père Fouras, Yann Le Gac est confié aux bons soins de la maquilleuse pendant plus d'une heure. Il faudra autant de temps pour quitter le déguisement. Il faut tout d'abord lui recouvrir le visage d'une cagoule en latex, puis la maquilleuse lui fait des raccords sur les lèvres et les paupières[pertinence contestée].
Il cède provisoirement sa place à Didier Hervé en 2002 mais reprend son rôle l'année suivante[source secondaire souhaitée].